# Actinotaenium
Actinotaenium  ist eine Algengattung aus der Gruppe der Zieralgen (Desmidiales). Die Gattung umfasst etwa 68 Arten.

## Beschreibung
Die Dimensionen der Zellen bewegen sich bei Vertretern dieser Gattung je nach Art etwa zwischen 15 µm bis 250 µm. Die Zellen sind stets länger als breit, spindelförmig bis zylindrisch. Der Querschnitt ist stets kreisrund und die Zellenden sind meist breit abgerundet. Die Zellwand hat meist deutliche Poren, ist aber ohne Warzen oder Granulen. 
Die Chromatophoren haben meist Längsleisten, seltener sind sie sternförmig mit je einem großen oder mehreren kleineren Pyrenoiden.

## Verbreitung
Actinotaenien befinden sich vornehmlich in sauren bis mäßig sauren Gewässern, in Hochmoortümpeln sind sie oft zahlreich. Nicht selten kann man sie auch zwischen feuchten Moosen finden. 
Actinotaenien sind Mitteleuropa mit etwa 20 Arten vertreten. 

## Häufigste Vertreter
- Actinotaenium cucurbita (Breb.) Teiling
- Actinotaenium turgidum (Breb.) Teiling

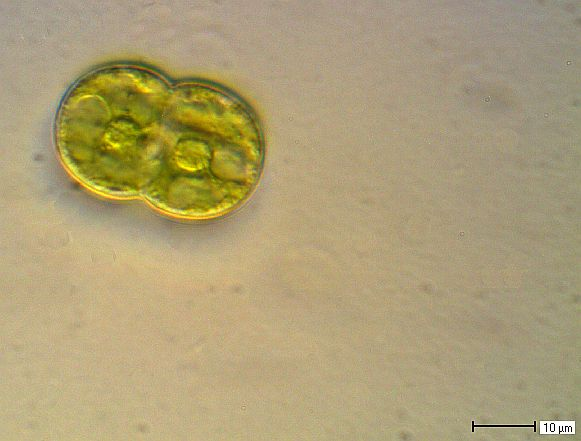
Actinotaenium globosum (35 × 18 µm)

## Nachweise
- Rupert Lenzenweger: Desmidiaceenflora von Österreich. Teil 1, Bibliotheca Phycologica, 1996, Band 101, S. 110